# 馬祖空戰
馬祖空戰，又稱閩江口空戰，是1950年代後期中華人民共和國與中華民國為爭奪福建上空的制空權而在馬祖上空爆發的衝突，是八二三炮战的導火索之一。

## 過程

### 中華民國方面宣稱
國防部空軍司令部得知中國人民解放軍於江西南昌、福建連城進駐飛機，於是決定派出偵察機前往偵照。1956年7月21日，駕駛F-84G雷霆式戰鬥轟炸機的歐陽漪棻與其他人與中國人民解放軍的米格-17战斗机相遇，中華民國方面表示擊落2架、擊傷2架中共的飛機。此次作戰又被稱為721馬祖空戰（七二一馬祖空戰）。
1958年10月10日，中華民國空軍第五大隊第27中隊6架F-86軍刀戰鬥機在馬祖附近與8架中國人民解放軍的殲-5（MIG-17）型飛機相遇。中華民國方面表示擊落中共飛機4架、撞毀1架、可能擊傷2架。其中國軍空軍二號機張迺軍与解放军空军四號機互碰，四號機的飛行員杜鳳瑞彈出機艙後遭國軍飛行員误射身亡，張迺軍少尉後彈射被俘。國軍還表示解放军另有米格機兩架被擊落。

### 中華人民共和國方面宣稱
1958年8月7日至8月22日，中國人民解放軍连续4次同飞入中國大陆和马祖上空的中華民國战机展开空战，宣稱击落中華民國飞机4架，击伤5架，中國人民解放軍损失1架。中共方面宣稱奪得福建的制空权。中共方面還有說法是整个马祖空战，国民党方面损失飞机50余架，中國人民解放军空军损失飞机20余架。